# راجون روندو
راجون روندو (بالإنجليزية: Rajon Rondo)‏ مواليد 22 فبراير 1986، هو لاعب كرة سلة أمريكي يلعب مع فريق لوس أنجلوس ليكرز في الرابطة الوطنية لكرة السلة ويحمل الرقم 9. يبلغ طوله 6 قدم 1 بوصة (1.9 م). شارك أربع مرات في مباراة كل النجوم.

## فرق لعب لها
- بوسطن سيلتكس
- دالاس مافيريكس
- سكرامنتو كينغز
- شيكاغو بولز
- نيو اورلينز بيليكانز

## روابط خارجية
- راجون روندو على موقع الاتحاد الدولي لكرة السلة (الإنجليزية)
- راجون روندو على موقع إن بي أي (الإنجليزية)
- راجون روندو على موقع سبورتس رفرنس (الإنجليزية)
- راجون روندو على موقع كرة السلة الأوروبية.كوم (الإنجليزية)
- راجون روندو على موقع إي إس بي إن.كوم (الإنجليزية)
- راجون روندو على موقع كلية كرة السلة في سبورتس رفرنس.كوم (الإنجليزية)
- راجون روندو على موقع ريلجم (الإنجليزية)
- راجون روندو على موقع بروبوليرز (الإنجليزية)